# Římskokatolická farnost Kašperské Hory
Římskokatolická farnost Kašperské Hory je územním společenstvím římských katolíků v rámci sušicko-nepomuckého vikariátu českobudějovické diecéze.

## O farnosti

### Historie
Roku 1360 vznikla v Kašperských Horách plebánie. Roku 1790 byl zřízen kašperskohorský vikariát, zrušený pak v roce 1952. Roku 1806 byla farnost povýšena na děkanství a v roce 1930 na arciděkanství. V letech 1940–1945 byla kašperskohorská farnost spravována z Pasova.

### Současnost
Farnost Kašperské Hory je dnes součástí kolatury farnosti Sušice, odkud je vykonávána její duchovní správa.
| Kostel                      | Místo          | Bohoslužba                                                                        | Bohoslužba                                                                        | Poznámka         |
| --------------------------- | -------------- | --------------------------------------------------------------------------------- | --------------------------------------------------------------------------------- | ---------------- |
| Kaple                       | Červená        | neslouží se pravidelně, pouť o druhé neděli v srpnu                               | neslouží se pravidelně, pouť o druhé neděli v srpnu                               | kaple            |
| Kostel sv. Markéty          | Kašperské Hory | neděle 1. středa v měsíci pátek                                                   | 9.30 16.30 (DPS) 16.30                                                            | farní kostel     |
| Sv. Mikuláše                | Kašperské Hory | neslouží se pravidelně pouze na dušičky, kolem svátku sv. Mikuláše a dle ohlášení | neslouží se pravidelně pouze na dušičky, kolem svátku sv. Mikuláše a dle ohlášení | hřbitovní kostel |
| Panny Marie Sněžné          | Kašperské Hory | neslouží se pravidelně, poutní mše sv. první sobota v srpnu                       | neslouží se pravidelně, poutní mše sv. první sobota v srpnu                       | poutní kostel    |
| Kaple Panny Marie Klatovské | Kašperské Hory | neslouží se pravidelně                                                            | neslouží se pravidelně                                                            | kaple            |
| Kaple sv. Anny              | Kašperské Hory | neslouží se pravidelně, pouze poutní v blízkosti památky Jáchyma a Anny           | neslouží se pravidelně, pouze poutní v blízkosti památky Jáchyma a Anny           | kaple            |

## Fotografie

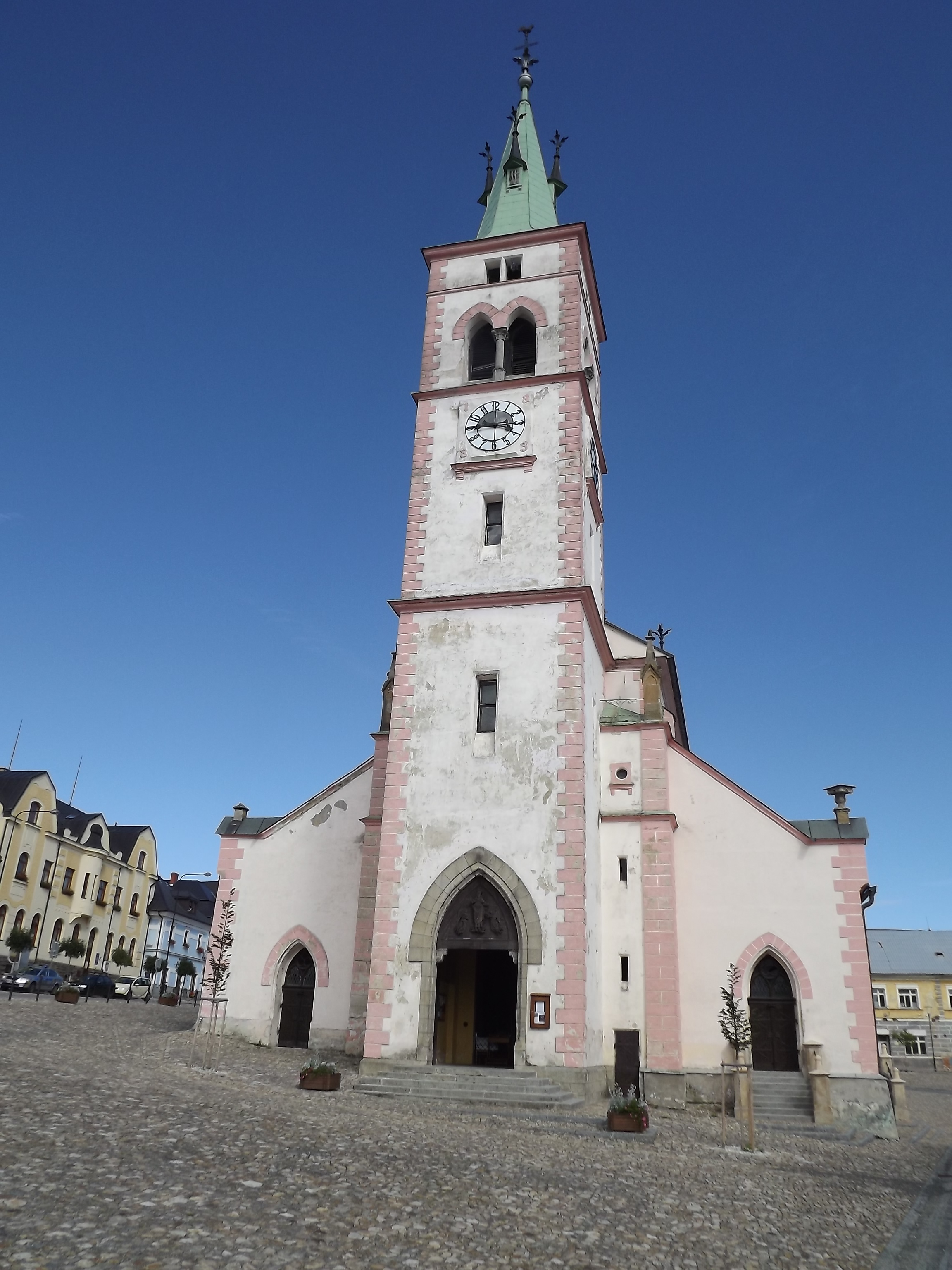
Děkanský kostel sv. Markéty v Kašperských Horách.
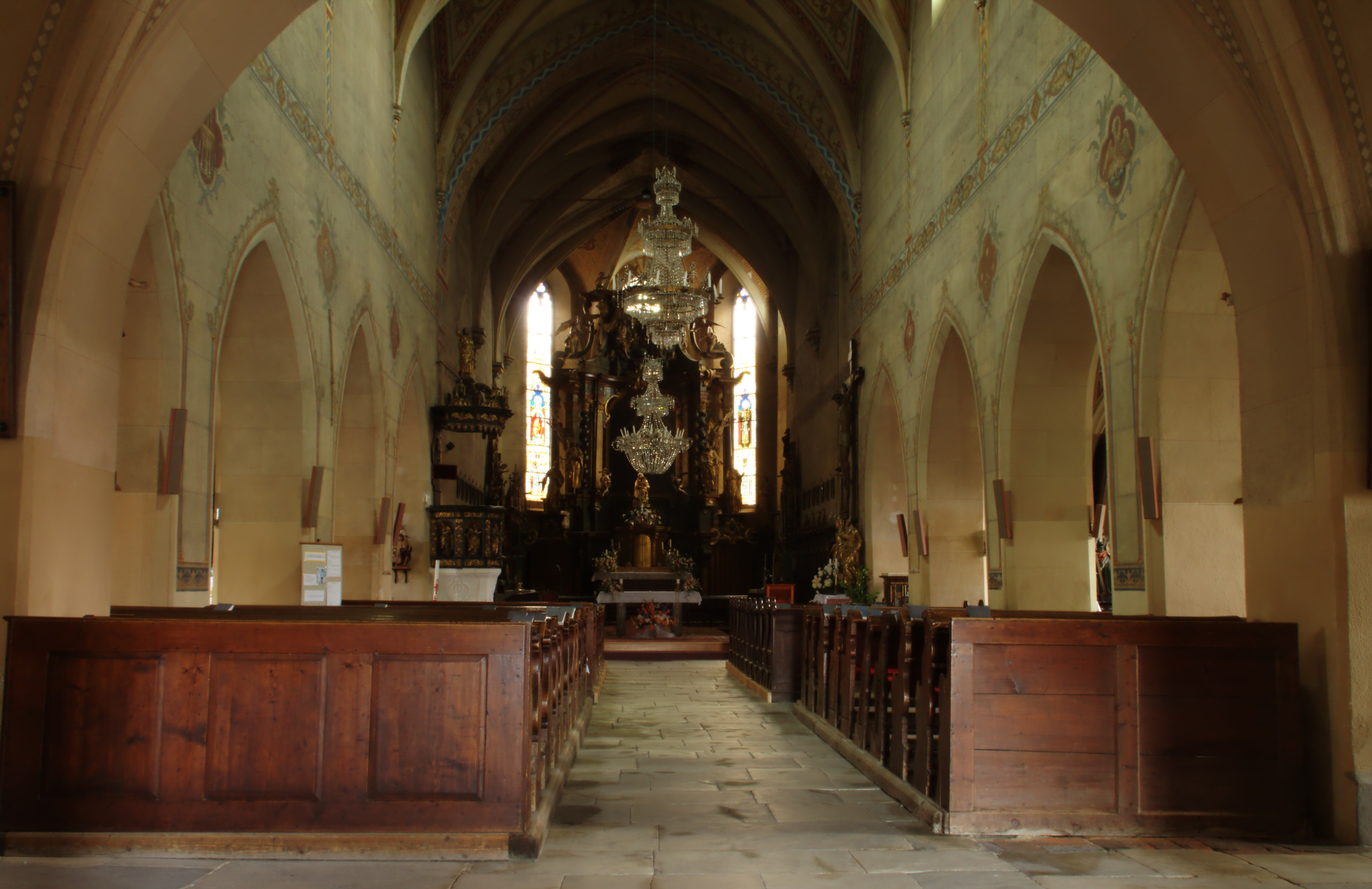
Interier děkanského kostela.
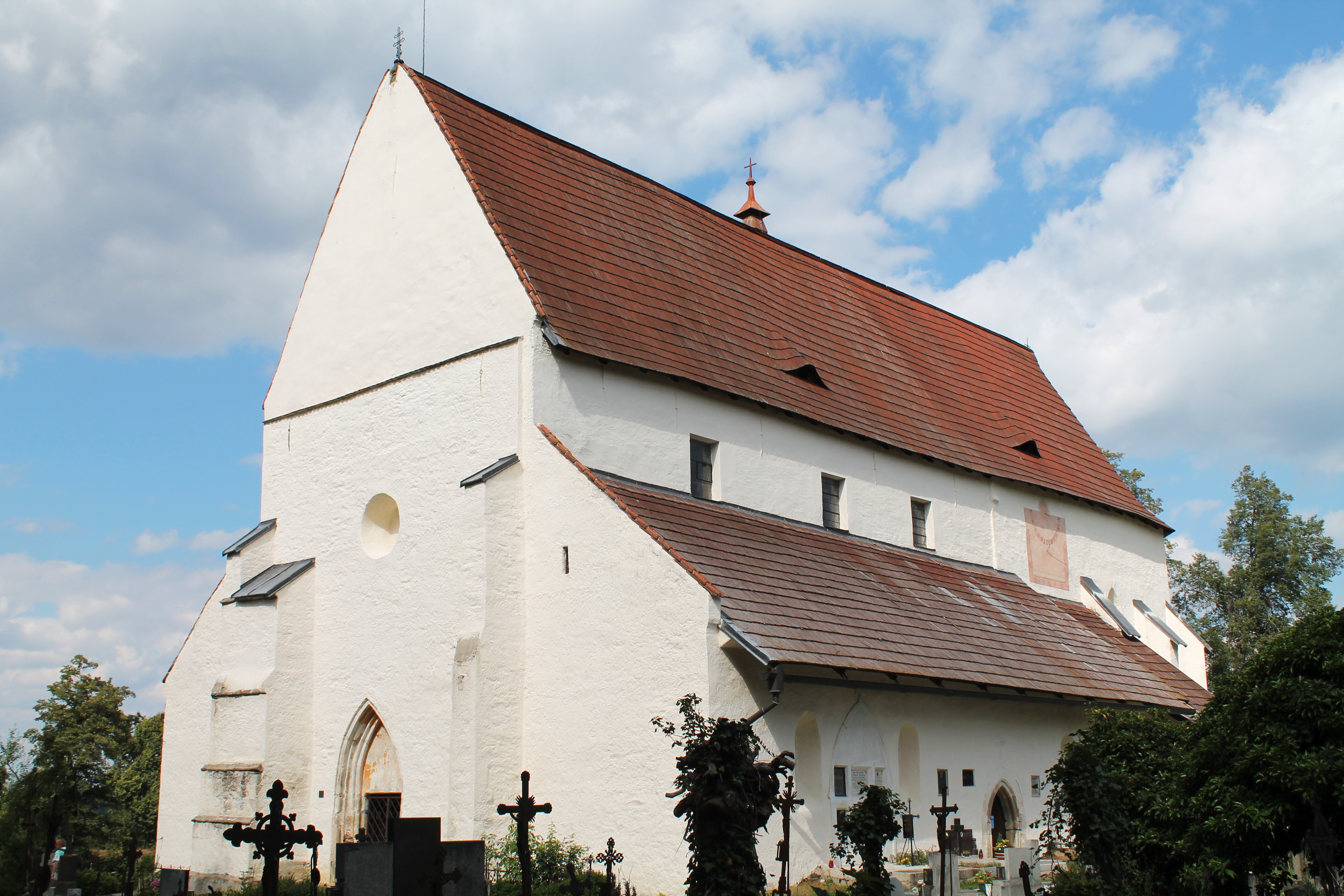
Hřbitovní kostel sv. Mikuláše.
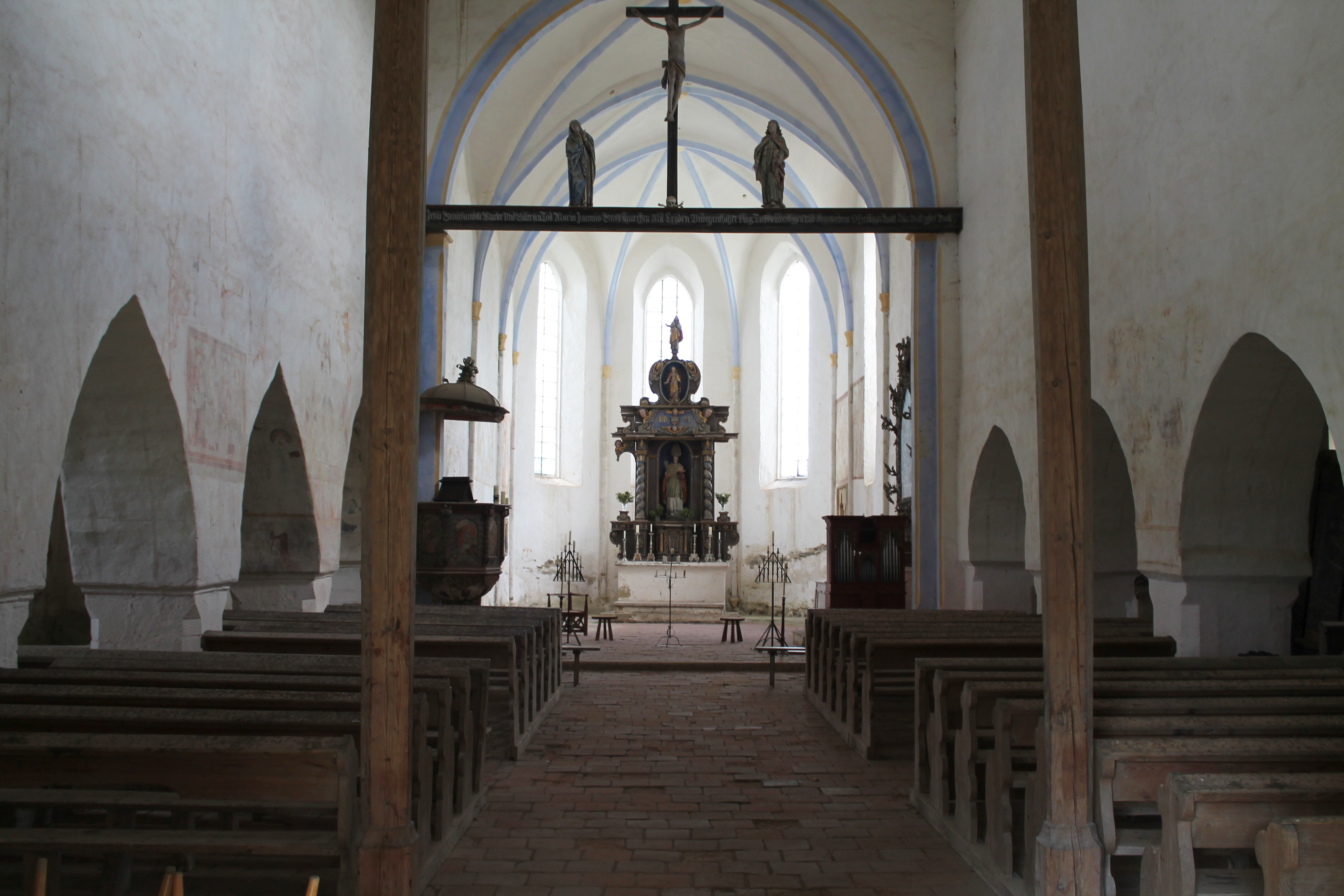
Interier kostela sv. Mikuláše.
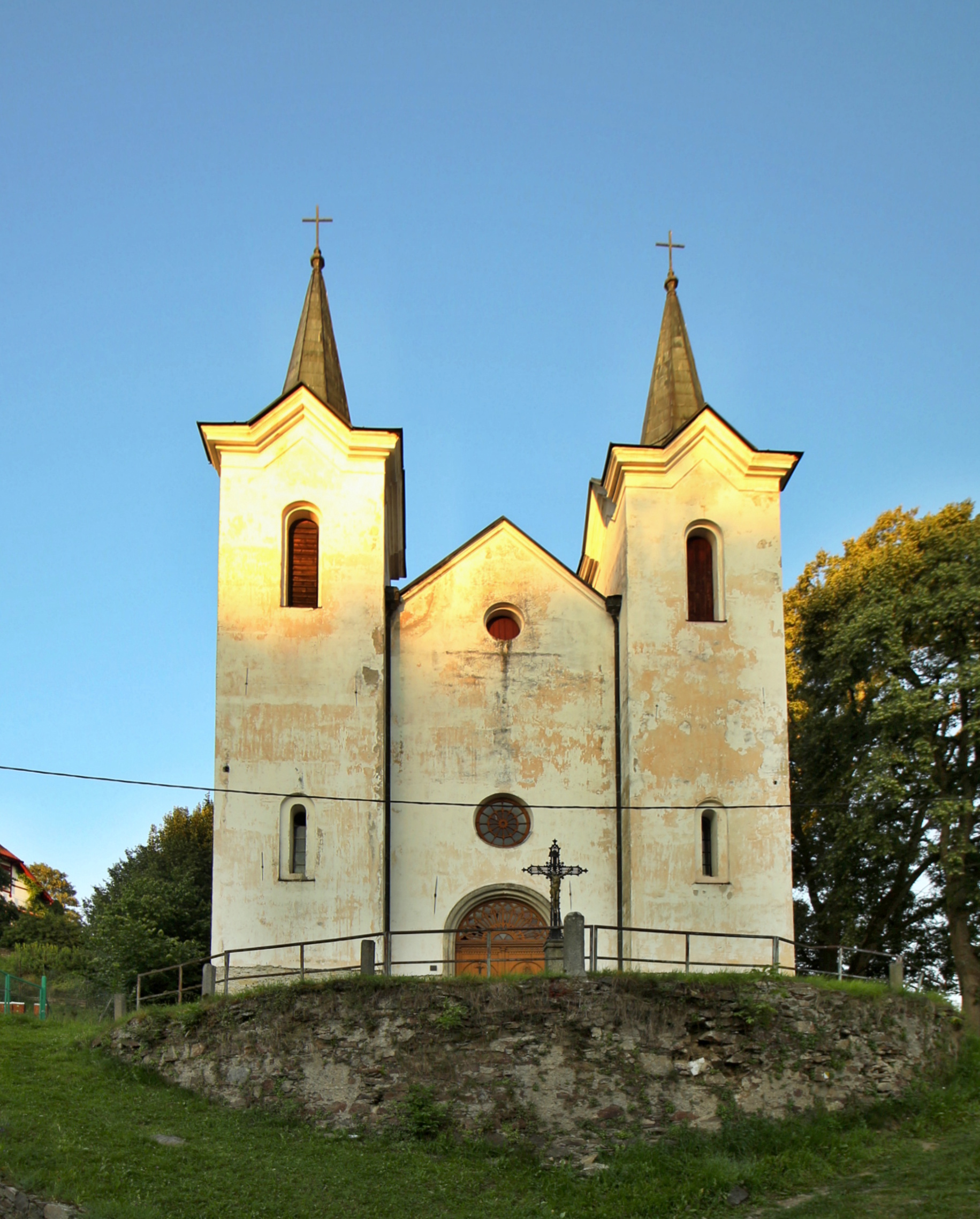
Kostel Panny Marie Sněžné